# Freycinetia solomonensis
Freycinetia solomonensis är en enhjärtbladig växtart som beskrevs av Benjamin Clemens Masterman Stone. Freycinetia solomonensis ingår i släktet Freycinetia och familjen Pandanaceae. Inga underarter finns listade.